# Petit Trou de Nippes (ort)
Petit Trou de Nippes är en ort i Haiti.   Den ligger i departementet Nippes, i den västra delen av landet, 120 km väster om huvudstaden Port-au-Prince. Petit Trou de Nippes ligger 6 meter över havet och antalet invånare är 2 130.
Terrängen runt Petit Trou de Nippes är kuperad söderut, men åt nordväst är den platt. Havet är nära Petit Trou de Nippes åt nordväst. Runt Petit Trou de Nippes är det ganska tätbefolkat, med 199 invånare per kvadratkilometer. Närmaste större samhälle är Arnaud, 15,6 km sydost om Petit Trou de Nippes. I omgivningarna runt Petit Trou de Nippes växer huvudsakligen savannskog.